# فهرست آثار ملی شهرستان اردستان
شهرستان اردستان یکی از شهرستان‌های استان اصفهان است. این شهرستان از ۳ بخش، ۳ شهر، ۷ دهستان و ۳۰۶ روستای دارای سکنه تشکیل شده‌‌است. مرکز این شهرستان، شهر اردستان است.
۵۳ اثر از این شهرستان ثبت ملی شده است.

## آثار ثبت‌شده
| ردیف | نام اثر                             | نگاره | دیرینگی                           | موقعیت | شمارهٔ ثبت | تاریخ ثبت  | منبع  |
| ---- | ----------------------------------- | ----- | --------------------------------- | --- | --------- | ---------- | ----- |
| ۱    | شهر و خرابه‌های ساسانی زواره         |       | ساسانی                            | شمال شرقی در امتداد زواره، بین اردستان وزواره                                                              | ۳۷        | ۱۳۱۰/۰۶/۲۴ | [ ۲ ] |
| ۲    | مسجد جامع                           |       | سلجوقیان - قرن ۶ ق                | خ مسجدجامع                                                                                                 | ۱۸۰       | ۱۳۱۱/۰۴/۱۸ |       |
| ۳    | مناره مسجد امام حسن (ع)             |       | سلجوقیان                          | م امام حسن، جنب امامزاده وآب انبار                                                                         | ۲۴۹       | ۱۳۱۵/۰۳/۲۸ |       |
| ۴    | مسجد جامع زواره                     |       | سلجوقیان - قرن ۶ ق                | بخش زواره، م حسن‌آباد، ک پامنار                                                                             | ۲۸۳       | ۱۳۱۵/۱۲/۱۲ |       |
| ۵    | مسجد پامنار و منار آن               |       | (مسجد) سلجوقیان - (مناره) قرن ۵ ق | بخش زواره                                                                                                  | ۲۸۴       | ۱۳۱۵/۱۲/۱۲ |       |
| ۶    | مجموعه سرهنگ‌آباد زواره              |       | قاجاریه                           | ۵۰ کیلومتری زواره، شرق اردستان، مزرعه سرهنگ آباد                                                           | ۱۲۷۸      | ۱۳۵۵/۰۴/۲۸ |       |
| ۷    | مسجد خسرو                           |       | صفویه                             | محله راهمیان، خ ۱۲ بهمن                                                                                    | ۱۶۹۴      | ۱۳۶۴/۰۹/۱۷ |       |
| ۸    | مقبره امیر اویس                     |       | قرن ۹ ق                           | دشت غربی محله محال اردستان، قبرستان اردستان                                                                | ۱۶۹۹      | ۱۳۶۴/۰۵/۲۷ |       |
| ۹    | خانه خادم الحسینی (۸ بهشت زواره)    |       | قاجاریه                           | اردستان هشت بهشت زواره محله حسینیه کوچک، کوچه دربند، ک فاطمیه                                              | ۲۱۳۶      | ۱۳۷۷/۰۸/۰۹ |       |
| ۱۰   | خانه خادم الحسینی                   |       |                                   | شهر زواره                                                                                                  | ۳۳۳۷      | ۱۳۷۹/۱۲/۲۵ |       |
| ۱۱   | بافت و برج و باروی تاریخی شهر زواره |       | اسلامی                            | ۱۲ کیلومتری شمال شرقی شهرستان اردستان، بخش زواره، مرکز دهستان ریگستان (کچورستان)                           | ۶۱۴۴      | ۱۳۸۱/۰۷/۰۷ |       |
| ۱۲   | امامزاده یحیی                       |       | اواخر قرن ۹ ق                     | شهرستان اردستان، شهر زواره، بازار زواره روبروی حسینیه بزرگ                                                 | ۶۳۲۹      | ۱۳۸۱/۰۷/۰۷ |       |
| ۱۳   | کاروان‌سرای بقم                      |       | صفویه                             | ۲۵ کیلومتری شهرستان اردستان، کنار جاده اصفهان به اردستان، حد فاصل ۱۵ کیلومتری پل راه‌آهن بخش جنوبی          | ۷۶۷۳      | ۱۳۸۱/۱۲/۱۷ |       |
| ۱۴   | مسجد جامع موغار                     |       | قاجاریه                           | شهرستان اردستان، بخش مرکزی، دهستان گرمسیر، روستای موغار                                                    | ۹۰۲۲      | ۱۳۸۲/۰۳/۱۰ |       |
| ۱۵   | قنات دو طبقه مون                    |       | تاریخی                            | اردستان، خیابان شهید فائق مقابل اداره ثبت اسناد                                                            | ۹۰۲۳      | ۱۳۸۲/۰۳/۱۰ |       |
| ۱۶   | حسینیه بزرگ زواره                   |       | صفویه                             | شهرستان اردستان شهر زواره، محله میدان بزرگ، جبهه شمالی بازار زواره، جنب امامزاده یحیی ومسجد کرسی           | ۹۰۵۳      | ۱۳۸۲/۰۳/۱۰ |       |
| ۱۷   | حسینیه کوچک زواره                   |       | صفویه                             | شهرستان اردستان، شهر زواره، محله میدان کوچک، جبهه شرقی مسجد جامع زواره                                     | ۹۰۵۴      | ۱۳۸۲/۰۳/۱۰ |       |
| ۱۸   | قنات ارونه                          |       | تاریخی                            | اردستان، خیابان امام خمینی، پارک ملت، جنب شهرداری                                                          | ۹۰۵۷      | ۱۳۸۲/۰۳/۱۰ |       |
| ۱۹   | خانه سلامتی                         |       | قاجاریه                           | شهرستان اردستان، زواره، محله دربند، کوچه خانی (پادرخت)                                                     | ۱۱۵۸۴     | ۱۳۸۳/۱۲/۲۴ |       |
| ۲۰   | مجموعه میر بهاءالدین حیدر           |       | قاجاریه                           | شهرستان اردستان، زواره، محله ساباط کمال، میدان بزرگ (حسینیه بزرگ)، ابتدای کوچه پامنار                      | ۱۱۵۸۵     | ۱۳۸۳/۱۲/۲۴ |       |
| ۲۱   | خانه احمد نظام                      |       | قاجاریه                           | شهرستان اردستان، محله باغبازان زواره، کوچه حسینیه بزرگ                                                     | ۱۱۵۸۶     | ۱۳۸۳/۱۲/۲۴ |       |
| ۲۲   | خانه گنجی                           |       | قاجاریه                           | شهرستان اردستان، زواره، محله حسینیه بزرگ، کوچه پامنار، در مجاورت بقعه میر بهاءالدین حیدر                   | ۱۱۵۸۷     | ۱۳۸۳/۱۲/۲۴ |       |
| ۲۳   | خانه‌هانی                            |       | قاجاریه                           | شهرستان اردستان، زواره، محله پامنار زواره، کوچه پامنار                                                     | ۱۱۵۸۸     | ۱۳۸۳/۱۲/۲۴ |       |
| ۲۴   | خانه معتمدی                         |       | قاجاریه                           | شهرستان اردستان، محله حسینیه بزرگ زواره، شماره ۱۷۲                                                         | ۱۱۵۸۹     | ۱۳۸۳/۱۲/۲۴ |       |
| ۲۵   | مسجد دربند                          |       | ایلخانیان                         | اردستان، خ شهید فائق، محله مون، خ مون                                                                      | ۱۲۱۱۳     | ۱۳۸۴/۰۴/۳۰ |       |
| ۲۶   | خانقاه پیرمرتضی                     |       | تیموریان                          | شهرستان اردستان، روستای سردشت، محله فهره، غرب مسجد سفید سردشت                                              | ۱۲۱۱۹     | ۱۳۸۴/۰۴/۳۰ |       |
| ۲۷   | کاروان‌سرای ظفر قند                  |       | صفویه                             | شهرستان اردستان، بخش مرکزی، ۲۳ کیلومتری جنوب غرب اردستان، روستای ظفر قند                                   | ۱۲۲۳۵     | ۱۳۸۴/۰۴/۳۰ |       |
| ۲۸   | خانه سید فناء توحیدی                |       | قاجاریه                           | شهرستان اردستان، بخش زواره، شهر زواره، محله ودادان، ابتدای بازار کوچه دشت                                  | ۱۲۳۲۰     | ۱۳۸۴/۰۵/۱۱ |       |
| ۲۹   | خانه ارباب حسین مهابادی             |       | قاجاریه                           | مهاباد، محله سرآسیاب، میدان مهاباد                                                                         | ۱۳۶۶۵     | ۱۳۸۴/۰۸/۱۵ |       |
| ۳۰   | آب‌انبار نو زواره                    |       | قاجاریه                           | زواره، خ امامزاده یحیی، جنب مدرسه ترشیزی                                                                   | ۱۳۶۶۶     | ۱۳۸۴/۰۸/۱۵ |       |
| ۳۱   | خانه احمدی                          |       | قاجاریه                           | زواره، انتهای کوچه مسجد جامع                                                                               | ۱۴۱۶۸     | ۱۳۸۴/۱۱/۰۹ |       |
| ۳۲   | تکیه سلطان بیک                      |       | صفوی                              | اردستان، محله راهمیان، مقابل گلزار شهدا                                                                    | ۱۴۱۷۴     | ۱۳۸۴/۱۱/۰۹ |       |
| ۳۳   | مسجد ملا یعقوب                      |       | صفوی - قاجار                      | اردستان، محله کبودان، جنب آب انبار و حمام ملا یعقوب                                                        | ۱۴۲۰۶     | ۱۳۸۴/۱۱/۰۹ |       |
| ۳۴   | حمام چاه ریسه                       |       | قاجار                             | شهرستان اردستان، بخش مرکزی، دهستان علیا، روستای چاه ریسه                                                   | ۱۴۹۲۶     | ۱۳۸۴/۱۲/۱۶ |       |
| ۳۵   | قلعه چاه ریسه                       |       | قاجاریه                           | شهرستان اردستان، بخش مرکزی، دهستان گرمسیر، روستای چاه ریسه                                                 | ۱۵۱۹۵     | ۱۳۸۴/۱۲/۲۴ |       |
| ۳۶   | گنبد حاج میرزا علیرضا               |       | اوایل قاجاریه                     | شهرستان اردستان، بخش زواره، شهر زواره، نبش میدان جعفری، در مجاورت بلوار امام رضا، محوطه قبرستان قدیمی شهر  | ۱۶۱۹۴     | ۱۳۸۵/۰۸/۲۴ |       |
| ۳۷   | گنبد میرزا محمد صادق                |       | اواخر قاجار                       | شهرستان اردستان، بخش زواره، نبش میدان جمهوری، در مجاورت بلوار امام رضا                                     | ۱۶۱۹۵     | ۱۳۸۵/۰۸/۲۴ |       |
| ۳۸   | گنبد تیرالحکما                      |       | اواخر قاجاریه                     | شهرستان اردستان، بخش زواره، شهر زواره، نبش میدان جمهوری، در مجاورت بلوار امام رضا، محوطه قبرستان قدیمی شهر | ۱۶۱۹۶     | ۱۳۸۵/۰۸/۲۴ |       |
| ۳۹   | خانه عباسقلی خان سرتیب              |       | اواخر قاجاریه                     | شهرستان اردستان، بخش مرکزی، دهستان برازوند، روستای نهوج                                                    | ۱۶۳۱۳     | ۱۳۸۵/۰۸/۲۴ |       |
| ۴۰   | گنبد سبز (زواره)                    |       | سلجوقی                            | شهرستان اردستان، بخش زواره، شهر زواره، خ امام رضا، حریم قبرستان قدیمی شهر                                  | ۱۷۰۳۲     | ۱۳۸۵/۱۱/۰۸ |       |
| ۴۱   | مسجد سادات                          |       | اواخر قاجاریه                     | شهرستان اردستان، بخش زواره، شهر زواره، خ مسجد جامع                                                         | ۱۷۰۳۹     | ۱۳۸۵/۱۱/۰۸ |       |
| ۴۲   | مجموعه سهام السلطنه                 |       | قاجاریه                           | شهرستان اردستان، بخش زواره، دهستان ریگستان، روستای امیرآباد                                                | ۱۷۰۴۱     | ۱۳۸۵/۱۱/۰۸ |       |
| ۴۳   | خانه افشار                          |       | اوایل قاجاریه                     | شهرستان اردستان، شهر مهاباد، خیابان امام خمینی، محله حسینیه قدیم                                           | ۱۷۴۶۴     | ۱۳۸۵/۱۲/۰۶ |       |
| ۴۴   | مسجد تلک‌آباد                        |       | ایلخانی                           | شهرستان اردستان، بخش زواره، دهستان ریگستان، روستای تلک آباد                                                | ۱۷۴۶۸     | ۱۳۸۵/۱۲/۰۶ |       |
| ۴۵   | حسینیه تلک‌آباد                      |       | قاجاریه                           | شهرستان اردستان، بخش زواره، دهستان ریگستان، روستای تلک آبد، خیابان اصلی حسینیه                             | ۱۹۸۶۰     | ۱۳۸۶/۰۸/۲۲ |       |
| ۴۶   | قلعه گل شکنان                       |       | صفویه                             | شهرستان اردستان، بخش زواره، دهستان سفلی، روستای گل شکنان                                                   | ۱۹۸۷۳     | ۱۳۸۶/۰۸/۲۲ |       |
| ۴۷   | خانه امیران                         |       | قاجار                             | شهر اردستان، م امام خمینی، خ قیام، میدان راهمیان                                                           | ۲۰۰۰۸     | ۱۳۸۶/۰۸/۲۲ |       |
| ۴۸   | خانه شرکاء عرب                      |       | قاجاریه                           | شهرستان اردستان، بخش زواره، دهستان ریگستان، روستای تلک آباد                                                | ۲۰۰۲۲     | ۱۳۸۶/۰۸/۲۲ |       |
| ۴۹   | خانه صالح عجمی                      |       | قاجاریه                           | شهرستان اردستان، بخش زواره، دهستان ریگستان، روستای تلک آباد، محله بالا                                     | ۲۰۰۲۵     | ۱۳۸۶/۰۸/۲۲ |       |
| ۵۰   | خانه سلطانی                         |       | قاجاریه                           | شهرستان اردستان، بخش زواره، دهستان ریگستان، روستای تلک آباد، محله بالا                                     | ۲۰۰۲۷     | ۱۳۸۶/۰۸/۲۲ |       |
| ۵۱   | خانه عصاری                          |       | قاجاریه                           | شهرستان اردستان، بخش زواره، دهستان ریگستان، روستای تلک آباد، جنب حسینیه تلک آباد                           | ۲۰۰۲۸     | ۱۳۸۶/۰۸/۲۲ |       |
| ۵۲   | خانه نوریان                         |       | قاجار                             | شهرستان اردستان، بخش زواره، شهر زواره، خیابان مسجد جامع، کوچه آیت ا… مدرس، پلاک ۱۵                         | ۲۳۹۱۹     | ۱۳۸۷/۰۹/۱۸ |       |
| ۵۳   | خانه محمد سلطانی                    |       | قاجار                             | شهرستان اردستان، بخش زواره، دهستان ریگستان، روستای تلک آباد، محله بالا                                     | ۲۳۹۲۲     | ۱۳۸۷/۰۹/۱۸ |       |